# 臺中市 (州轄市)

臺中市（日语：〔〕／ Taichū shi */?）為台灣日治時期時1920年至1945年間存在之行政區，轄屬台中州。轄今臺中市西區、北區、東區、南區以及中區。

## 行政區劃

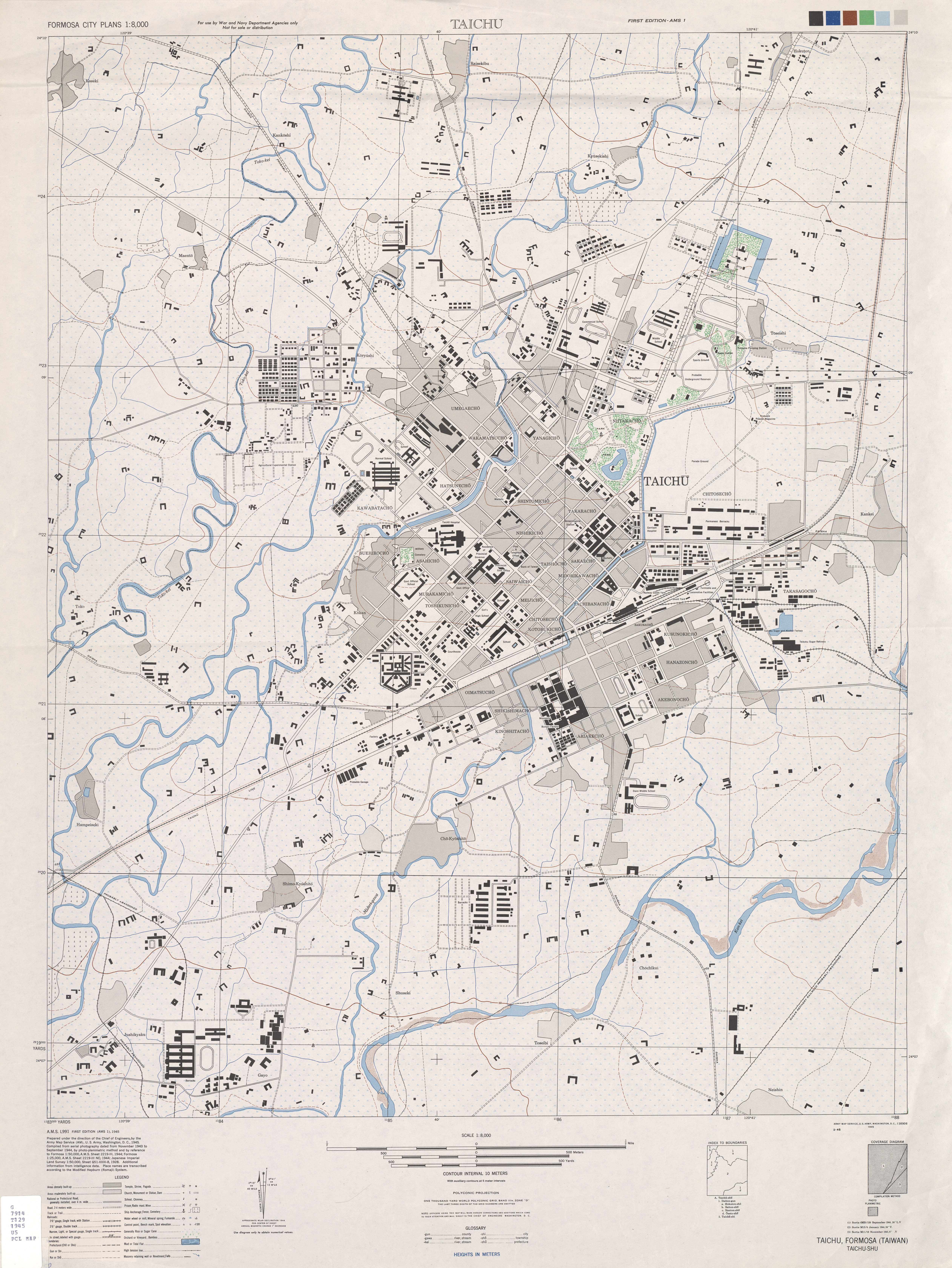
日治末期美軍繪製的台中市地圖

1920年10月1日，台灣總督府實施州廳制和台灣市制，將臺中街及周邊9庄合併成立「台中市」，並將原街庄改為大字，此時市轄域內分為台中、頂橋子頭、公館、東勢子、旱溪、下橋子頭、樹子腳、番婆、半平厝、後壠子等10個大字。1926年4月1日，台中市實施町名改正，將臺中大字改為31個町，而頂橋子頭、公館、後壠子、東勢子接鄰台中市的區域也被納入町名改正的範圍。1932年（昭和7年）10月1日，大屯郡北屯邱厝子（部分）賴厝廍（部分）併入台中市，前者編入新高町，後者編入梅枝町。1941年（昭和16年）10月1日，大屯郡北屯庄乾溝子、賴厝廍、邱厝子及北屯（部分）併入臺中市，北屯大字併入台中市的部分因位在臺中神社北側，故改稱宮北，而南屯土庫、麻園頭亦併入台中市，此時台中市下轄31町、15大字。

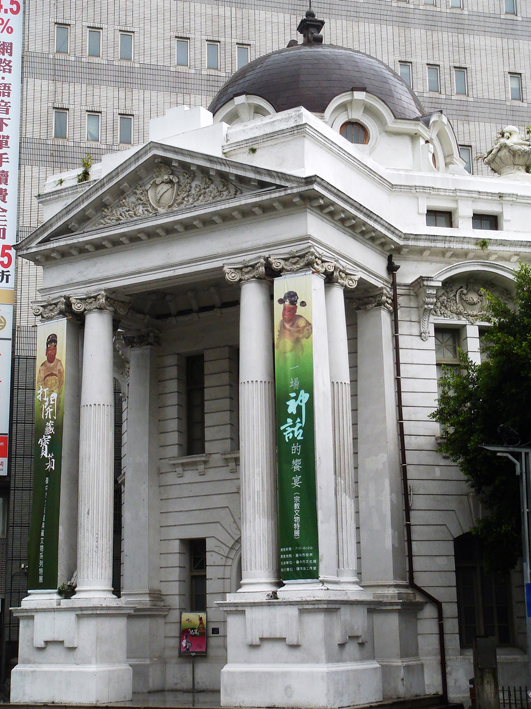
台中市役所今貌

1945年中華民國政府接收日本台灣總督府轄區，市域改制為臺中市 (省轄市)，北屯鄉、西屯鄉、南屯鄉在1947年併入臺中市。
| 1899年     | 1899年                         | 1902年   | 1902年           | 1920年 | 1920年     | 1941年 | 1941年   | 現今市轄區                   |
| 區         | 街庄                           | 區       | 街庄             | 市街庄 | 大字       | 市街庄 | 大字     | 現今市轄區                   |
| ---------- | ------------------------------ | -------- | ---------------- | ------ | ---------- | ------ | -------- | ---------------------------- |
| 東大墩區   | 東大墩街、小北下街庄、新庄仔庄 | 台中區   | 臺中街           | 台中市 | 台中       | 台中市 | 台中     | 中區、東區、西區、南區、北區 |
| 東大墩區   | 東勢仔庄                       | 台中區   | 東勢仔庄         | 台中市 | 東勢子     | 台中市 | 東勢子   | 東區                         |
| 內新區     | 旱溪庄                         | 台中區   | 旱溪庄           | 台中市 | 旱溪       | 台中市 | 旱溪     | 東區、北區                   |
| 後壠區     | 後壠仔庄                       | 台中區   | 後壠仔庄         | 台中市 | 後壠子     | 台中市 | 後壠子   | 中區、西區、北區             |
| 橋仔頭區   | 頂橋仔頭庄                     | 台中區   | 頂橋仔頭庄       | 台中市 | 頂橋子頭   | 台中市 | 頂橋子頭 | 東區、南區                   |
| 橋仔頭區   | 公館庄                         | 台中區   | 公館             | 台中市 | 公館       | 台中市 | 公館     | 西區                         |
| 橋仔頭區   | 下橋仔頭庄、瓦窯庄             | 台中區   | 下橋仔頭庄       | 台中市 | 下橋子頭   | 台中市 | 下橋子頭 | 南區                         |
| 橋仔頭區   | 半平厝庄                       | 樹仔腳區 | 半平厝庄         | 台中市 | 半平厝     | 台中市 | 半平厝   | 南區                         |
| 樹仔腳區   | 樹仔腳庄                       | 樹仔腳區 | 樹仔腳庄         | 台中市 | 樹子腳     | 台中市 | 樹子腳   | 南區                         |
| 樹仔腳區   | 番婆庄                         | 樹仔腳區 | 番婆庄           | 台中市 | 番婆       | 台中市 | 番婆     | 南區                         |
| 三十張犁區 | 三十張犁庄(部分)               | 二份埔區 | 三十張犁庄(部分) | 北屯庄 | 北屯(部分) | 台中市 | 宮北     | 北區                         |
| 二份埔區   | 乾溝仔庄                       | 二份埔區 | 乾溝仔庄         | 北屯庄 | 乾溝子     | 台中市 | 乾溝子   | 北區                         |
| 二份埔區   | 賴厝廍庄                       | 二份埔區 | 賴厝廍庄         | 北屯庄 | 賴厝廍     | 台中市 | 賴厝廍   | 北區                         |
| 後壠區     | 邱厝仔庄                       | 二份埔區 | 邱厝仔庄         | 北屯庄 | 邱厝子     | 台中市 | 邱厝子   | 北區                         |
| 後壠區     | 土庫庄                         | 犁頭店區 | 土庫庄           | 南屯庄 | 土庫       | 台中市 | 土庫     | 西區                         |
| 後壠區     | 蔴園頭庄                       | 犁頭店區 | 蔴園頭庄         | 南屯庄 | 麻園頭     | 台中市 | 麻園頭   | 西區                         |

### 區
昭和10年（1935年）10月28日，台中市發布〈台中市告示第24號〉成立區，並發布〈台中市訓令第8號〉區長職務規程，將台中市劃分成以下各區。區設區長，負責區內之治安、防災、清潔衛生、統計資料收集、道路、橋樑等公設物的管理。昭和17年（1941年）二戰時期，為整合台灣人的保甲組織及日本人的町會組織，並改組強化各區而成的戰時動員機構，將區改制為區會。8月28日發布《台中市區會規程》（台中市訓令第8號），區會的名稱與區域依照區的名稱與區域，並由區長充任會長。
| 區分     | 區域                                                           | 備註                        |
| -------- | -------------------------------------------------------------- | --------------------------- |
| 第一區   | 壽町、幸町、旭町、千歲町、明治町、利國町、村上町、末廣町、公館 |                             |
| 第二區   | 橘町、寶町、榮町、大正町、綠川町                               |                             |
| 第三區   | 錦町、新富町、新高町                                           |                             |
| 第四區   | 柳町、若松町、川端町、初音町                                   |                             |
| 第五區   | 梅ヶ枝町                                                       | 後壠子於 昭和17年併入第12區 |
| 第六區   | 樹子腳、半平厝、柳町、番婆、下橋子頭                           |                             |
| 第七區   | 頂橋子頭                                                       |                             |
| 第八區   | 老松町、木下町、敷島町、有明町                                 |                             |
| 第九區   | 櫻町、楠町、曙町、花園町                                       |                             |
| 第十區   | 干城町、高砂町、旱溪、東勢子                                   |                             |
| 第十一區 | 宮北、邱厝子、賴厝廍、乾溝子                                   | 昭和17年新增                |
| 第十二區 | 麻園頭、土庫、後壠子                                           | 昭和17年新增                |

## 歷任首長

### 市尹
| 任次 | 肖像 | 姓名 (生–卒)          | 在任時間       | 在任時間       | 備註 |
| ---- | ---- | --------------------- | -------------- | -------------- | ---- |
| 1    |      | 金子惠教 (？－？)     | 1920年9月1日   | 1923年2月1日   |      |
| 2    |      | 川中子安治郎 (？－？) | 1923年2月1日   | 1924年12月23日 |      |
| 3    |      | 遠藤所六 (？－？)     | 1924年12月23日 | 1928年9月18日  |      |
| 4    |      | 小島仁三郎 (1872－？) | 1928年9月18日  | 1930年3月29日  |      |
| 5    |      | 名和仁一 (1887－1934) | 1930年3月29日  | 1932年4月21日  |      |
| 6    |      | 古澤勝之 (1894－1943) | 1932年4月21日  | 1933年10月3日  |      |
| 7    |      | 曾根原弘 (1902－1939) | 1933年10月3日  | 1935年9月2日   |      |
| 8    |      | 藤田淳教 (1896－？)   | 1935年9月2日   | 1939年4月21日  |      |
| 9    |      | 安詮院貞熊 (1889－？) | 1939年4月21日  | 1940年6月27日  |      |
| 10   |      | 藤田正義 (1895－？)   | 1940年6月27日  | 1940年10月28日 |      |

#### 附註
1. ↑  原臺南廳警務課長。
2. ↑  原高雄州高雄郡守。
3. ↑  原高雄州基隆郡守。
4. ↑  改任臺南州臺南市尹。
5. ↑  原高雄州屏東郡守。
6. ↑  原臺北州勸業課長。
7. ↑  改任總督官房會計課長。
8. ↑  原臺中州彰化郡守。
9. ↑  原臺南州臺南市尹。
10. ↑  原臺南州虎尾郡守。
11. ↑  原臺南州內務部教育課長。
12. ↑  原臺北州教育課長。
13. ↑  改任新竹州內務部長。
14. ↑  原臺中州彰化市尹。
15. ↑  原臺南州新豐郡守。
16. ↑  改任市長。

### 市長
| 任次 | 肖像 | 姓名 (生–卒)        | 在任時間       | 在任時間       | 備註 |
| ---- | ---- | ------------------- | -------------- | -------------- | ---- |
| 1    |      | 藤田正義 (1895－？) | 1940年10月28日 | 1943年1月22日  |      |
| 2    |      | 山下若松 (1891－？) | 1943年1月22日  | 1944年12月16日 |      |
| 3    |      | 佐藤武 (？－？)     | 1944年12月16日 | 1945年10月25日 |      |

#### 附註
1. ↑  原市尹。
2. ↑  原高雄州屏東市長。
3. ↑  原糖業試驗所庶務課長。

## 市徽
日治時期的台中市市徽是在日治時期1921年（大正十年）配合台中市役所落成，經公開徵選再由市協議會（市議會前身）議員投票決定而產生，以台灣總督府鐵道部台北鐵道工務課的中村與松所設計的作品作為市章。今日臺中公園砲台山望月亭、台中放送局的建築上亦可見到。戰後該圖章由省轄台中市沿用為市徽。

## 人口
昭和11年當時的統計
- 總人口　74,839人
  - 詳細包含
    - 內地人（日本）：16,400
    - 本島人（台灣）：56,330人
    - 朝鮮、外國人：2,109人

## 設施

### 官公署
- 臺中州廳
- 臺中市役所
- 大屯郡役所
- 臺中郵便局
- 臺中警察署
- 臺中刑務所
- 臺中地方法院
- 臺中測候所
- 台灣步兵第一聯隊第三大隊
- 台中憲兵分遣所
- 臺中州立圖書館
- 臺中州工業試驗所
- 臺中州立農事試驗場
- 臺中州立林業試驗場
- 臺中州教化會館
- 臺中公會堂
- 臺中市民館
- 臺中鄰保館
- 臺中行啟記念館
- 台中放送局
- 臺中水道
- 台中武德殿
- 台中市公設質舖
- 專賣局台中支局
- 臺中市公共浴場

### 教育
高等教育
- 台中農林專門學校（原台北帝國大學農林專門部，1942年遷台中，今國立中興大學）
- 台中師範學校（今國立臺中教育大學）

中等教育
- 台中州立台中第一中學校（今 臺中市立臺中第一高級中等學校）

- 台中州立台中第二中學校（1946年，原校舍轉交臺中農業學校（今國立中興大學附屬臺中高級農業職業學校）使用；同年遷至省立第二女子中學校校地與該校合併，定名為「省立臺中第二中學」，即現今的臺中市立臺中第二高級中等學校。）

- 台中州立台中第一高等女學校（今 臺中市立臺中女子高級中等學校），為臺中女子最高學府
- 台中州立台中第二高等女學校（戰後1946年與臺中第二中學校合併，省立臺中第二中學因此改男女合校）
- 台中州立台中商業學校（今 國立臺中科技大學）
- 台中州立台中農業學校（今 國立中興大學附屬臺中高級農業職業學校。1937年創校於今第二校區（臺灣大道與惠中路口），二戰時遭炸毀，遷至當時臺中第二中學校校地）
- 台中州立台中家政女學校（今 臺中市立臺中家事商業高級中等學校）
- 台中州立台中工業學校（今 臺中市立臺中工業高級中等學校）
- 私立台中商業專修學校（今 臺中市私立新民高級中學）
- 私立台中工藝專修學校（戰後改為建國工藝學校，二二八事件後解散）

初等教育
- 台中小學校→台中第一尋常小學校→明治尋常高等小學校→明治國民學校（今 台中市西區大同國小）
- 台中第二尋常高等小學校→新富尋常高等小學校→新富國民學校（今 台中市中區光復國小）
- 台中國語傳習所→台中公學校→台中市村上公學校→台中市村上國民學校（今 台中市西區忠孝國小）
- 台中女子公學校→台中市幸公學校→台中市幸國民學校→台中市昭和國民學校（今 台中市北區篤行國小）
- 台中公學校分教室→樹子腳公學校→台中市若葉國民學校（今 台中市南區和平國小）
- 台中公學校曙分教場→台中市曙公學校→台中市曙國民學校（今 台中市東區台中國小）
- 台中市新高公學校→台中市新高國民學校（今 台中市北區太平國小）
- 台中師範附屬公學校→台中師範附屬國民學校（今 台中教育大學附設實驗國小）
- 干城國民學校（今 台中市東區成功國小）

### 醫療
- 台灣總督府台中醫院（今 衛生福利部臺中醫院）
- 台中市立城北病院→平安醫院（收容傳染病患者）
- 台北衛戍病院台中分院
- 台中陸軍病院（今國軍臺中總醫院中清院區）
- 台中婦人病院

### 市場
- 臺中市第一市場
- 臺中市第二市場（新富町消費市場）
- 臺中市第三市場（敷島町消費市場）
- 臺中市第四市場（干城町消費市場）
- 臺中市第五市場（旭町消費市場）
- 大和村市場
- 新高町市場

## 交通
鐵路
- 台灣總督府鐵道部：台中線
- 糖鐵

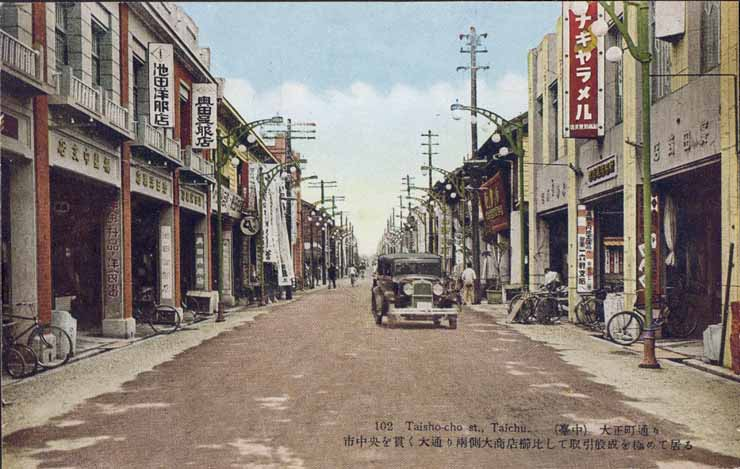
大正町通一景

  - 中南線：大正五年（1916年）台中至萬斗六開通
  - 台中－聚興－軍功線：大正十三年（1924年）開通

指定道路
昭和14年（1939年）當時包含以下「指定道路」
- 台中南屯道
- 台中沙鹿道（今臺灣大道）
- 台中公館道
- 台中南投道

## 神社
- 台中神社